# Chio (isola)
Chio, anticamente detta Scio (in greco Χίος?, Chios), è un'isola greca dell'Egeo orientale e, amministrativamente, un'unità periferica dell'Egeo Settentrionale, di fronte alla costa turca.
La popolazione ammonta a 51.936 abitanti (censimento del 2001), la superficie è di 845 km². Il capoluogo Chíos [Χίος] (detta anche Chora - Χόρα) è un importante porto. Altri centri sono Vrondados, Volissòs (Βολισσός), Kardamylla e Oinousses, quest'ultimo situato su una piccola isola a 5 km di distanza. L'isola è famosa per i suoi paesaggi e il clima mite. Fra le esportazioni primeggia il mastice, seguono olive, fichi e vino.
L'isola era anche una delle 51 prefetture in cui era divisa amministrativamente la Grecia, fino al 1º gennaio 2011, quando sono state abolite a seguito dell'entrata in vigore della riforma amministrativa detta "Programma Callicrate".
L'isola diede i natali allo scultore Lisia.

## Storia

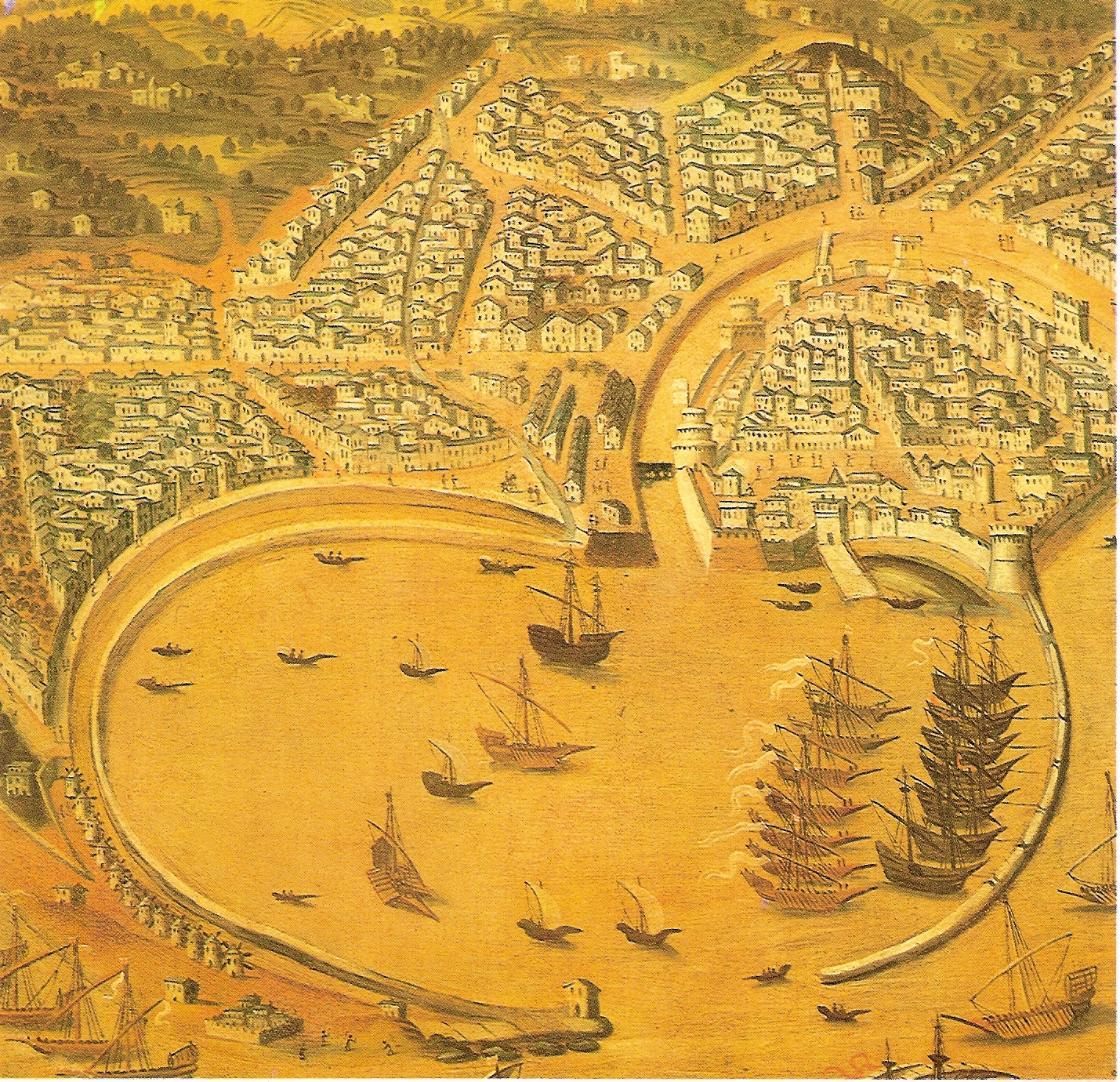
Dipinto del XVI secolo raffigurante l'isola durante la dominazione della Repubblica di Genova

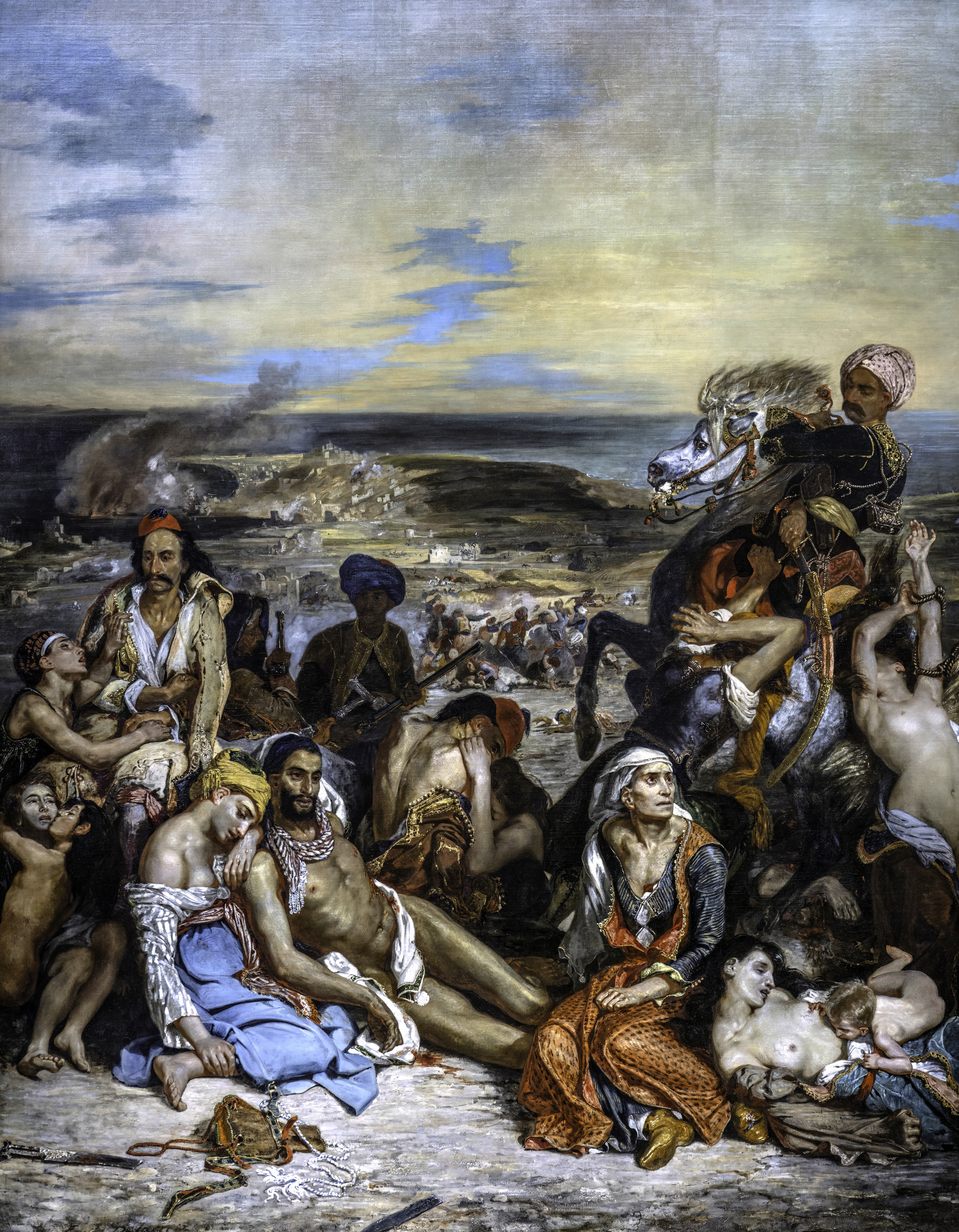
Il massacro di Scio di Eugène Delacroix (1824)

Chio fu colonizzata dagli ioni, per poi passare ai Persiani, alla Lega di Delo e all'Impero romano. Divenuta parte prima dell'Impero bizantino e poi dell'Impero latino, fu poi ceduta ai Genovesi della Signoria di Chio. Questi ultimi sfruttarono l'isola istituendo la lucrosa Maona di Chio e di Focea, un'associazione di mercanti genovesi che si arricchì soprattutto con la produzione e il commercio della mastica.
Fino al 1258 in quest'isola si conservavano le spoglie di Tommaso apostolo, in quell'anno furono portate in Italia a Ortona.
L'8 giugno 1363, l'imperatore bizantino Giovanni V Paleologo, conferì i titoli di Re, Despota e Principe di Chio, ai seguenti nobili patrizi genovesi: Nicolò de Caneto de Lavagna, Giovanni Campi, Francesco Arangio, Nicolò di San Teodoro, Gabriele Adorno (doge di Genova dal 1363 al 1370), Paolo Banca, Tommaso Longo, Andriolo Campi, Raffaello de Forneto, Luchino Negro, Pietro Oliverio e Francesco Garibaldi e Pietro di San Teodoro. Con il conferimento di questi titoli, questi maonesi, avevano il dominio su: Chio, Samo, Enussa, Santa Panagia e Focea.
Il dominio della Repubblica di Genova si concluse nel 1566, dopo un lungo e sanguinoso assedio da parte dell'Impero ottomano. In quell'anno nell'isola di Chio vi erano 12.000 Greci ortodossi ed oltre 2.600 Genovesi cattolici (ossia un quinto del totale della popolazione era "latino"): vi era parlato un dialetto coloniale genovese (il Chiotico). L'isola fu annessa come sangiaccato dell'Eyalet dell'Arcipelago.
Nel 1681 l'abate di Burgo censisce le antiche famiglie genovesi di Chio. Ecco l'elenco, tratto dal libro Viaggio di cinque anni pubblicato nel 1686 nelle stampe dell'Agnelli (in Milano):
Alessi, Argiroffi, Balzarini, Barbarini, Banti, Balli, Baselischi, Bavastrello, Borboni, Bressiani, Brissi, Calamata, Cametti, Caravi, Casanova, Castelli, Compiano, Condostavli, Coressi, Corpi, Damalà, D'Andria, Dapei, De Campi, Della Rocca, De Marchi, De Portu, Devia, Domestici, Doria, Facci, Filippucci, Fornetti, Frandalisti, Galiani, Gambiacco, Garchi, Garetti, Garpa, Giudici, Giustiniani, Giavanini, Graziani, Grimaldi, Leoni, Longhi, Machetti, Macripodi, Mainetti, Maloni, Mamabri, Marcopoli, Marneri, Moscardito, Massimi, Montarussi, Motacotti, Moroni, Ottaviani, Parodi, Pascarini, Pigri, Pisani, Portofino, Pretti, Ralli, Rastelli, Recanelli, Rendi, Reponti, Remoti, Rochi, Rubei, Salvago, Sangallo, Serini, Serra, Soffetti, Spinola, Stella, Testa, Timoni, Tubini, Valaperghi, Vegetti, Velati, Vernati, Viviani.
La plurisecolare dominazione ottomana culminò nella ribellione degli abitanti, che furono brutalmente massacrati nel 1822. Un quarto dei 30 000 abitanti dell'isola fu sterminato, in particolare nel villaggio di Mastichohoria, situato nel sud dell'isola. L'episodio suscitò grande clamore nell'Europa occidentale e venne ricordato dal celebre quadro di Eugène Delacroix conservato al Louvre, dalle opere di Lord Byron e Victor Hugo.
La presenza tradizionale della colonia genovese, sopravvissuta tanti secoli, aveva determinato l'esistenza di una diocesi di Chio, suffraganea dell'arcidiocesi di Nasso, Andro, Tino e Micono ma la comunità cattolica si è ora ridotta a poche decine di unità.
Chio divenne greca nel 1912 e successivamente fu occupata dalle truppe tedesche durante la seconda guerra mondiale, che ne trucidarono gli ebrei. Attualmente gode di un alto tenore di vita, favorito dal fatto che una grossa percentuale della flotta mercantile greca è di proprietà di famiglie di Chio.

## Presenza ligure a Chio sotto i Turchi
La colonia genovese di Chio sopravvisse alla conquista turca del 1566, anche se molto ridotta in numero. Ancora nell'Ottocento vi erano discendenti di questi liguri a Chio, tra i quali spiccava la famiglia dei Giustiniani.

## Comuni

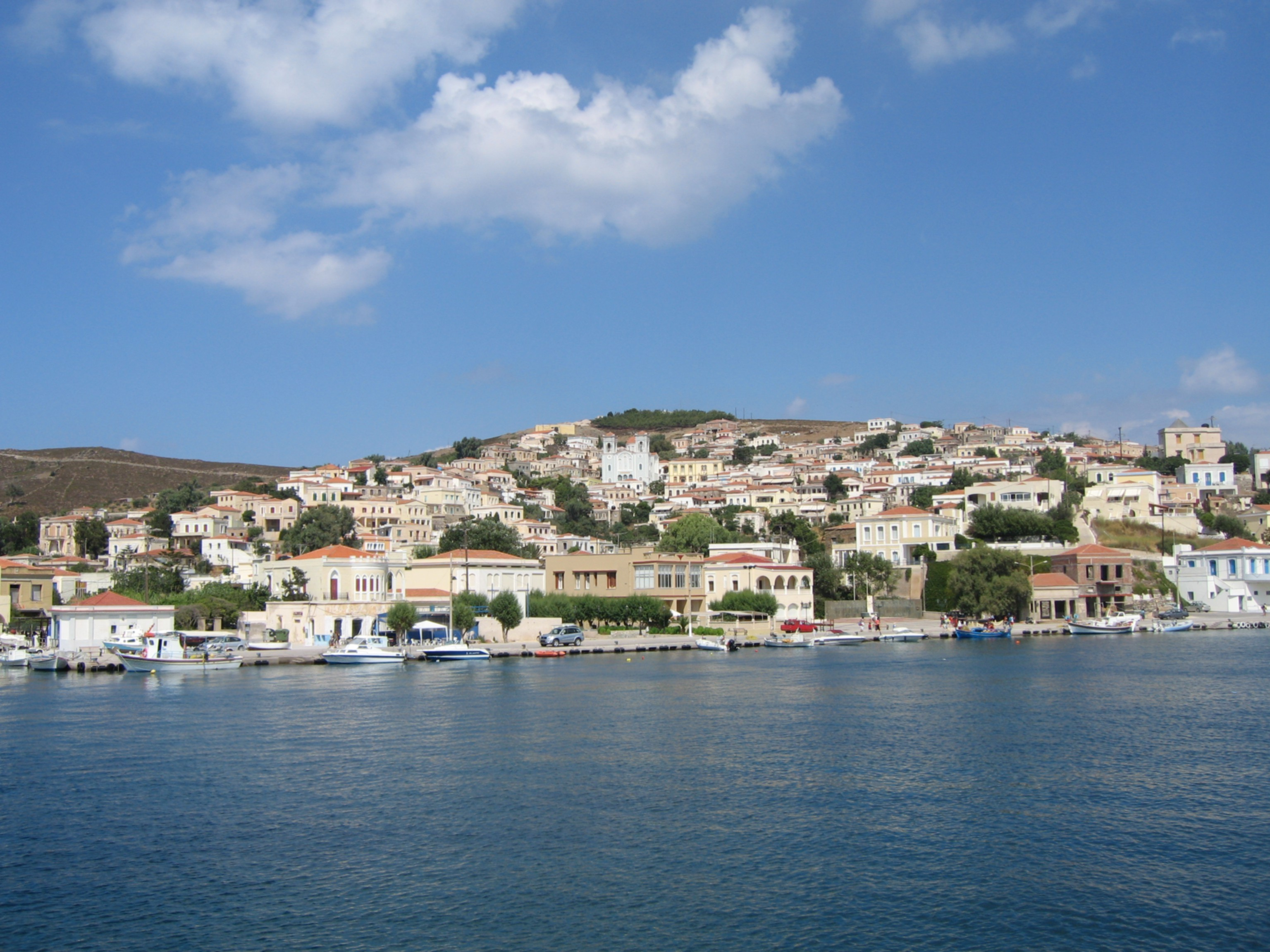
Oinousses

Dal 1997, con l'attuazione della "riforma Kapodistrias", la prefettura di Chio era suddivisa in dieci comuni:
| comune         | codice YPES | capoluogo (se diverso) | codice postale |
| -------------- | ----------- | ---------------------- | -------------- |
| Agios Minas    | 5401        | Thymiana               | 821 00         |
| Amani          | 5402        | Volissos               | 821 03         |
| Chio           | 5409        |                        | 821 00         |
| Ionia          | 5403        | Kallimasia             | 821 00         |
| Kampochora     | 5404        | Chalkeio               | 821 00         |
| Kardamyla      | 5405        |                        | 823 00         |
| Mastichochoria | 5406        | Pyrgi                  | 821 02         |
| Oinousses      | 5407        |                        | 821 03         |
| Omiroupoli     | 5408        | Vrontados              | 822 00         |
| Psara          | 5410        |                        | 821 04         |